# Najran SC
El Najran SC (en árabe: نادي نجران الرياضي‎) es un equipo de fútbol de Arabia Saudita que juega en la Segunda División de Arabia Saudita, la tercera categoría nacional.

## Historia
Fue fundado el 23 de junio de 1980 en la provincia de Najrán por iniciativa de los pobladores. En la temporada 2007/08 logra por primera vez el ascenso a la Liga Profesional Saudí en la que finalizaron en décimo lugar.
En la temporada 2009/10 llega a la final de la Copa del Príncipe de la Corona Saudita de fútbol que terminó perdiendo ante el Al-Hilal FC, así como su estancia en la primera categoría luego de finalizar en último lugar entre 12 equipos.
En la 2022-23 desciende a la tercera división del fútbol saudi, categoría regional del pais.

## Entrenadores
- Mourad Okbi (agosto 2002 – abril 2004)
- Rashed ben Ammar (setiembre 2004 – mayo 2005)
- Fathi Al-Jabal (agosto 2005 – marzo 2007)
- Yahya Khuraim (interino) (marzo 2007)
- Samir Sellimi (marzo 2007 – mayo 2007)
- Lotfi Benzarti (mayo 2007 – diciembre 2007)
- Ivica Todorov (diciembre 2007 – mayo 2008)
- Costică Ștefănescu (julio 2008 – diciembre 2008)
- Mokhtar Tlili (enero 2009 – mayo 2009)
- Marcelo Zuleta (julio 2009 – octubre 2009)
- Samir Jouili (octubre 2009 – enero 2010)
- Mourad Okbi (enero 2010 – octubre 2010)
- José Rachão (octubre 2010 – junio 2011)
- Gjoko Hadžievski (julio 2011 – mayo 2012)
- Miodrag Ješić (mayo 2012 – enero 2013)
- Khemais Labidi (enero 2013 – marzo 2013)
- Al Hasan Al-Yami (interino) (marzo 2013)
- Gjoko Hadžievski (marzo 2013 – enero 2014)
- Nizar Mahrous (enero 2014 – junio 2014)
- Denis Lavagne (junio 2014 – agosto 2014)
- Marc Brys (agosto 2014 – setiembre 2014)
- Abdelhay Laatiri (interino) (setiembre 2014 – octubre 2014)
- Fouad Bouali (octubre 2014 – mayo 2015)
- Fathi Al-Jabal (junio 2015 – diciembre 2015)
- Al Hasan Al-Yami (interino) (diciembre 2015)
- Hélio dos Anjos (diciembre 2015 – mayo 2016)
- Ahmed Hafez (julio 2016 – setiembre 2016)
- Mohammed Al-Ayari (setiembre 2016 – febrero 2018)
- Adel Latrach (febrero 2018 – marzo 2018)
- Ramzy El Morsy (marzo 2018 – mayo 2018)
- Hamood Al-Saiari (mayo 2018)
- Zvezdan Milošević (junio 2018 – setiembre 2018)
- Ramzy El Morsy (interino) (setiembre 2018 – octubre 2018)
- Habib Ben Romdhane (octubre 2018 – junio 2019)
- Heron Ferreira (junio 2019 – noviembre 2019)
- Ramzy El Morsy (interino) (noviembre 2019)
- Chokri Khatoui (noviembre 2019 – junio 2020)
- Abdullah Al Haidar (junio 2020 – setiembre 2020)
- Paulo Gomes (octubre 2020 – febrero 2021)
- Bandar Basraih (febrero 2021 – junio 2021)
- Saïd Saïbi (junio 2021 – octubre 2021)
- Abdullah Al Haidar (interino) (octubre 2021 – noviembre 2021)
- Afouène Gharbi (noviembre 2021 – setiembre 2022)
- Laurent Hagist (setiembre 2022 – )